# Prima Categoria 1912–13
Prima Categoria 1912–13 là mùa giải thứ 16 của giải bóng đá hàng đầu Ý, với Pro Vercelli là đội bóng giành ngôi vô địch.
Lần đầu tiên, các đội đến từ miền Nam nước Ý được phép tham dự.

## Quy định
Bóng đá ở Ý đã mở rộng sự phổ biến của mình trong những năm 1910, nhưng chuyến thám hiểm của đội tuyển bóng đá Ý đến Thế vận hội Stockholm đã có một kết quả rất tệ hại. Vào mùa hè năm 1912, các câu lạc bộ nhỏ đã nắm quyền kiểm soát Liên đoàn bóng đá Ý và áp dụng cải cách giải vô địch. Các phó chủ tịch mới là ông Valvassori và ông Faroppa đã tạo ra một định dạng mới với nhiều câu lạc bộ hơn nhưng nhiều nhóm hơn, khu vực hóa giải đấu.
Vòng tròn tính điểm đã bị bãi bỏ. Giải đấu chính cũ được chia thành hai nhóm gồm sáu câu lạc bộ, chỉ có mười ngày thi đấu, trong khi nhóm Oriental trở thành thành viên chính thức của giải vô địch.
Hai câu lạc bộ xuất sắc nhất của mỗi bảng sẽ vào vòng chung kết. Các câu lạc bộ xếp cuối sẽ phải xuống hạng.
Một phần thử nghiệm ở phía Nam đã được giới thiệu.

## Vòng loại trước giải đấu

### Đối với nhóm Piedmont
Thi đấu ngày 20/10/1912 tại Turin.
| Đội 1        | Tỉ số | Đội 2  |
| ------------ | ----- | ------ |
| Vigor Torino | 0–4   | Novara |

Novara được thăng hạng.

### Đối với nhóm Lombardy-Liguria

#### Vòng 1
Thi đấu ngày 20/10/1912.
| Đội 1         | Tỉ số | Đội 2                  |
| ------------- | ----- | ---------------------- |
| Savona        | 3–1   | Como                   |
| Lambro Milano | 2–1   | Racing Libertas Milano |

Trận đấu giữa Lambro Milano và Racing Libertas Milano sau đó đã bị hủy và được tổ chức lại:
Đá lại
Thi đấu ngày 27/10/1912.
| Đội 1                  | Tỉ số | Đội 2         |
| ---------------------- | ----- | ------------- |
| Racing Libertas Milano | 1–0   | Lambro Milano |

#### Vòng 2
Thi đấu ngày 1/11/1912.
| Đội 1                  | Tỉ số | Đội 2  |
| ---------------------- | ----- | ------ |
| Racing Libertas Milano | 1–0   | Savona |

Racing Libertas được thăng hạng.

### Đối với nhóm Latium

#### Vòng 1
Thi đấu ngày 20/10/1912.
| Đội 1     | Tỉ số | Đội 2               |
| --------- | ----- | ------------------- |
| Alba Roma | 1–2   | Juventus Audax Roma |
| Pro Roma  | 2–1   | Tebro Roma          |

#### Vòng 2
Thi đấu ngày 27/10/1912.
| Đội 1     | Tỉ số | Đội 2      |
| --------- | ----- | ---------- |
| Alba Roma | 2–0   | Tebro Roma |

### Phán quyết
Novara, Racing Libertas Milan, Alba Roma, Juventus Audax Roma và Pro Roma được vào hạng Categoria 1a. Các đội thua sẽ xuống hạng Promotion Category 2 khu vực.

## Giải đấu chính

### Piedmont

#### Bảng xếp hạng
| VT | Đội          | ST | T | H | B | BT | BB | HS  | Đ  | Giành quyền tham dự    |
| -- | ------------ | -- | - | - | - | -- | -- | --- | -- | ---------------------- |
| 1  | Pro Vercelli | 10 | 9 | 1 | 0 | 38 | 2  | +36 | 19 | Tham dự vòng chung kết |
| 2  | Casale       | 10 | 5 | 3 | 2 | 15 | 8  | +7  | 13 | Tham dự vòng chung kết |
| 3  | Torino       | 10 | 5 | 1 | 4 | 35 | 21 | +14 | 11 |                        |
| 4  | Piemonte     | 10 | 5 | 0 | 5 | 16 | 37 | −21 | 10 |                        |
| 5  | Novara       | 10 | 1 | 2 | 7 | 13 | 28 | −15 | 4  |                        |
| 6  | Juventus (T) | 10 | 1 | 1 | 8 | 14 | 35 | −21 | 3  | Được chọn lại          |

#### Kết quả
| Nhà \ Khách  | CSL | JUV | NOV | PIE  | PVE | TOR |
| ------------ | --- | --- | --- | ---- | --- | --- |
| Casale       |     | 3–0 | 2–1 | 5–2  | 0–0 | 1–1 |
| Juventus     | 0–1 |     | 3–0 | 1–2  | 0–4 | 6–8 |
| Novara       | 0–0 | 3–3 |     | 7–1  | 0–6 | 1–2 |
| Piemonte     | 3–1 | 3–1 | 1–0 |      | 1–7 | 2–1 |
| Pro Vercelli | 1–0 | 3–0 | 7–0 | 3–0  |     | 6–1 |
| Torino       | 0–2 | 8–0 | 3–1 | 11–1 | 0–1 |     |

### Liguria-Lombardy

#### Bảng xếp hạng
| VT | Đội                       | ST | T | H | B | BT | BB | HS  | Đ  | Giành quyền tham dự    |
| -- | ------------------------- | -- | - | - | - | -- | -- | --- | -- | ---------------------- |
| 1  | Milan                     | 10 | 9 | 0 | 1 | 30 | 8  | +22 | 18 | Tham dự vòng chung kết |
| 2  | Genoa                     | 10 | 8 | 0 | 2 | 33 | 12 | +21 | 16 | Tham dự vòng chung kết |
| 3  | Internazionale            | 10 | 6 | 0 | 4 | 24 | 14 | +10 | 12 |                        |
| 4  | Andrea Doria              | 10 | 4 | 1 | 5 | 20 | 30 | −10 | 9  |                        |
| 5  | US Milanese               | 10 | 1 | 2 | 7 | 8  | 25 | −17 | 4  |                        |
| 6  | Racing Libertas Milan (T) | 10 | 0 | 1 | 9 | 8  | 34 | −26 | 1  | Được chọn lại          |

#### Kết quả
| Nhà \ Khách            | ADO | GEN | INT | MIL | RAC | USM |
| ---------------------- | --- | --- | --- | --- | --- | --- |
| Andrea Doria           |     | 1–5 | 6–0 | 2–3 | 3–2 | 1–1 |
| Genoa                  | 6–0 |     | 0–1 | 4–1 | 5–1 | 4–0 |
| Internazionale         | 5–1 | 2–3 |     | 1–2 | 5–0 | 2–0 |
| Milan                  | 7–0 | 4–0 | 1–0 |     | 2–0 | 6–0 |
| Racing Libertas Milano | 1–5 | 0–1 | 1–6 | 1–2 |     | 2–2 |
| US Milanese            | 0–1 | 2–5 | 0–2 | 0–2 | 3–0 |     |

### Veneto-Emilia

#### Bảng xếp hạng
| VT | Đội               | ST | T | H | B | BT | BB | HS  | Đ  | Giành quyền tham dự    |
| -- | ----------------- | -- | - | - | - | -- | -- | --- | -- | ---------------------- |
| 1  | Vicenza           | 10 | 7 | 2 | 1 | 32 | 10 | +22 | 16 | Tham dự vòng chung kết |
| 1  | Hellas Verona     | 10 | 8 | 0 | 2 | 28 | 10 | +18 | 16 | Tham dự vòng chung kết |
| 3  | Venezia           | 10 | 6 | 2 | 2 | 28 | 6  | +22 | 14 |                        |
| 4  | Volontari Venezia | 10 | 3 | 2 | 5 | 19 | 29 | −10 | 8  |                        |
| 5  | Bologna           | 10 | 2 | 0 | 8 | 14 | 30 | −16 | 4  |                        |
| 6  | Modena (T)        | 10 | 1 | 0 | 9 | 6  | 42 | −36 | 2  | Được chọn lại          |

#### Kết quả
| Nhà \ Khách       | BOL | HEL | MOD | VEN | VIC | VOL |
| ----------------- | --- | --- | --- | --- | --- | --- |
| Bologna           |     | 1–2 | 1–0 | 0–1 | 2–4 | 9–0 |
| Hellas Verona     | 3–0 |     | 8–0 | 2–0 | 4–1 | 3–2 |
| Modena            | 1–0 | 1–4 |     | 0–2 | 0–4 | 0–5 |
| Venezia           | 8–0 | 3–0 | 8–2 |     | 0–1 | 5–0 |
| Vicenza           | 7–0 | 1–0 | 7–1 | 0–0 |     | 6–2 |
| Volontari Venezia | 4–1 | 1–2 | 3–1 | 1–1 | 1–1 |     |

### Vòng chung kết
Kết quả của các trận đấu giữa các đội trong cùng vòng loại cũng có giá trị ở vòng chung kết (nhưng không tính số bàn thắng ghi được trong các trận đấu đó). Do đó, các đội bắt đầu vòng chung kết với điểm thưởng:
- Pro Vercelli: 3 điểm
- Milan, Genoa, Hellas Verona, Vicenza: 2 điểm
- Casale: 1 điểm

#### Bảng xếp hạng
| VT | Đội              | ST | T | H | B | BT | BB | HS  | Đ  | Giành quyền tham dự     |
| -- | ---------------- | -- | - | - | - | -- | -- | --- | -- | ----------------------- |
| 1  | Pro Vercelli (C) | 10 | 8 | 2 | 0 | 22 | 1  | +21 | 18 | Vô địch và đủ điều kiện |
| 2  | Genoa            | 10 | 6 | 1 | 3 | 21 | 13 | +8  | 13 |                         |
| 3  | Milan            | 10 | 5 | 2 | 3 | 21 | 10 | +11 | 12 |                         |
| 4  | Casale           | 10 | 4 | 3 | 3 | 22 | 13 | +9  | 11 |                         |
| 5  | Vicenza          | 10 | 1 | 2 | 7 | 8  | 25 | −17 | 4  |                         |
| 6  | Hellas Verona    | 10 | 1 | 0 | 9 | 7  | 39 | −32 | 2  |                         |

Lưu ý: thực tế chỉ có 8 trận đấu diễn ra thay vì 10.

#### Kết quả
| Nhà \ Khách   | CSL | GEN | HEL | MIL | PVE | VIC |
| ------------- | --- | --- | --- | --- | --- | --- |
| Casale        |     | 1–1 | 6–0 | 2–0 | 0–0 | 5–1 |
| Genoa         | 1–0 |     | 5–0 | 4–1 | 0–1 | 1–0 |
| Hellas Verona | 2–5 | 0–4 |     | 0–3 | 0–5 | 4–1 |
| Milan         | 4–0 | 4–0 | 5–1 |     | 0–0 | 1–1 |
| Pro Vercelli  | 1–0 | 5–1 | 4–0 | 2–0 |     | 3–0 |
| Vicenza       | 3–3 | 1–4 | 1–0 | 0–3 | 0–1 |     |

Pro Vercelli tham dự Vòng chung kết toàn quốc.

## Giải đấu miền Trung-Nam Ý

### Tuscany
| VT | Đội                    | ST | T | H | B | BT | BB | HS | Đ | Giành quyền tham dự     |
| -- | ---------------------- | -- | - | - | - | -- | -- | -- | - | ----------------------- |
| 1  | Virtus Juventusque (C) | 6  | 4 | 1 | 1 | 11 | 8  | +3 | 9 | Vô địch và đủ điều kiện |
| 2  | SPES Livorno           | 6  | 2 | 3 | 1 | 15 | 9  | +6 | 7 |                         |
| 3  | Pisa                   | 6  | 1 | 2 | 3 | 6  | 6  | 0  | 4 |                         |
| 4  | Firenze                | 6  | 2 | 0 | 4 | 7  | 16 | −9 | 4 |                         |

| Nhà \ Khách        | CSF | PIS | SLI | VJU |
| ------------------ | --- | --- | --- | --- |
| Firenze            |     | 1–4 | 2–1 | 0–1 |
| Pisa               | 0–1 |     | 1–1 | 0–1 |
| SPES Livorno       | 6–1 | 1–1 |     | 1–1 |
| Virtus Juventusque | 4–2 | 1–0 | 3–5 |     |

Virtus Juventusque tham dự Chung kết miền Trung.

### Lazio
| VT | Đội           | ST | T | H | B  | BT | BB | HS  | Đ  | Giành quyền tham dự     |
| -- | ------------- | -- | - | - | -- | -- | -- | --- | -- | ----------------------- |
| 1  | Lazio (C)     | 10 | 8 | 2 | 0  | 55 | 9  | +46 | 18 | Vô địch và đủ điều kiện |
| 2  | Juventus Roma | 10 | 6 | 2 | 2  | 25 | 21 | +4  | 14 |                         |
| 3  | Audace Roma   | 10 | 6 | 1 | 3  | 27 | 22 | +5  | 13 |                         |
| 4  | Roman         | 10 | 5 | 1 | 4  | 26 | 15 | +11 | 11 |                         |
| 5  | Pro Roma      | 10 | 2 | 0 | 8  | 9  | 55 | −46 | 4  |                         |
| 6  | Alba Roma     | 10 | 0 | 0 | 10 | 0  | 20 | −20 | 0  |                         |

| Nhà \ Khách   | ALB | AUE | AUJ | LAZ | PRO  | ROM |
| ------------- | --- | --- | --- | --- | ---- | --- |
| Alba Roma     |     | 0–2 | 0–2 | 0–2 | 0–2  | 0–2 |
| Audace Roma   | 2–0 |     | 3–3 | 2–6 | 9–1  | 2–1 |
| Juventus Roma | 2–0 | 5–1 |     | 2–2 | 1–0  | 0–3 |
| Lazio         | 2–0 | 5–0 | 9–2 |     | 13–1 | 5–0 |
| Pro Roma      | 2–0 | 1–4 | 1–5 | 0–9 |      | 1–9 |
| Roman         | 2–0 | 0–2 | 2–3 | 2–2 | 5–0  |     |

Lazio tham dự Chung kết miền Trung.

### Campania (Chung kết miền Nam)

#### Lượt đi
| Đội 1  | Tỉ số | Đội 2                 |
| ------ | ----- | --------------------- |
| Naples | 2–1   | Internazionale Napoli |

#### Lượt về
| Đội 1                 | Tỉ số | Đội 2  |
| --------------------- | ----- | ------ |
| Internazionale Napoli | 2–3   | Naples |

Naples thắng chung cuộc 5–3 và tiến vào Chung kết miền Trung-Nam.

### Chung kết miền Trung

#### Lượt đi
| Đội 1              | Tỉ số | Đội 2 |
| ------------------ | ----- | ----- |
| Virtus Juventusque | 1–3   | Lazio |

#### Lượt về
| Đội 1 | Tỉ số | Đội 2              |
| ----- | ----- | ------------------ |
| Lazio | 3–0   | Virtus Juventusque |

Lazio thắng chung cuộc 6–1 và tiến vào Chung kết miền Trung-Nam.

### Chung kết miền Trung–Nam

#### Lượt đi
| Đội 1  | Tỉ số | Đội 2 |
| ------ | ----- | ----- |
| Naples | 1–2   | Lazio |

#### Lượt về
| Đội 1 | Tỉ số | Đội 2  |
| ----- | ----- | ------ |
| Lazio | 1–1   | Naples |

Lazio thắng chung cuộc 3–2, tiến vào Chung kết quốc gia.

## Chung kết quốc gia
Thi đấu ngày 1/6/1913 tại Genoa.
| Đội 1        | Tỉ số | Đội 2 |
| ------------ | ----- | ----- |
| Pro Vercelli | 6–0   | Lazio |